# Семернин, Вадим Николаевич
Вадим Николаевич Семернин (26 октября 1933, Константиновка, Сталинская область — 4 декабря 2022) — советский и российский поэт-маринист, автор слов популярных эстрадных песен. Жил и работал в Москве.

## Биография
Родился 26 октября 1933 года в городе Константиновке Сталинской области. По окончании школы обучался в Саратовском морском подготовительном училище, а затем в Высшем военно-морском училище в Ленинграде.
Проходил военную службу на Северном и Балтийском флотах, где и появились в печати его первые стихи. После увольнения в запас поступил в Литературный институт имени А. М. Горького. Вскоре в сотрудничестве с композитором Александром Флярковским написал свои первые песни: «Комсомольские года», «Марш комсомольцев Москвы», «О любви». А в 1960 году издаётся его первый сборник стихов — «Синие широты». Морская тематика стала основной в творчестве Семернина.
Окончив институт, поэт поступил на работу в литературную редакцию во Всесоюзном издательстве «Советский композитор», где стал заведующим. В 1969 году принят в Союз писателей СССР. Такие песни как «Аист», «Однажды», «Песня в платочке», «Хороши вечера на Оби», пользовались широкой популярностью.
В 1960—2000-х годах в свет вышло несколько поэтических сборников Вадима Семернина, в том числе сборники стихотворений для детей, а также ряд переводных книг с разных языков народов СССР. Большую известность получили его песни, написанные на музыку таких композиторов, как Александр Абрамский, Александр Аверкин, Андрей Бабаев, Леонид Бакалов, 3иновий Бинкин, Кирилл Волков, Александр Долуханян, Семён Заславский, Михаил Иорданский, Аркадий Островский, Григорий Пономаренко, Евгений Птичкин, Модест Табачников, Борис Терентьев, Серафим Туликов, Азон Фаттах, Александр Флярковский и Олег Хромушин.
Среди исполнителей его песен — Олег Анофриев, Ирина Бржевская, Гелена Великанова, Людмила Зыкина, Иосиф Кобзон, Майя Кристалинская, Лев Лещенко, Тамара Синявская, Валентина Толкунова Екатерина Шаврина, ансамбли: имени Александрова, «Песняры» и «Синяя птица», а также Большой детский хор Всесоюзного радио и Центрального телевидения. Вадим Семернин — автор стихов «Я очень рад, ведь я наконец возвращаюсь домой», от которых, однако, в песне Аркадия Островского, ставшей вокализом, сохранилось одно название.
Поэт много ездил по стране, посещая в качестве корреспондента самые разные уголки Советского Союза. Впечатления от увиденного отражены в сборнике стихов «Поющие вёрсты».
В число кинофильмов, в которых звучат песни на слова Вадима Семернина, входят: «Девичья весна», «Тишины не будет», «1002 ночь», «Акваланги на дне» («Однажды, друг, мы выйдем за порог…», «Тура-тури, тура-тури, туристы»), «Всадники», «Бросок».
Скончался 4 декабря 2022 года.